# Hartfalen
Hartfalen of decompensatio cordis is een aandoening waarbij het hart niet meer in staat is om voldoende bloed uit te pompen om aan de behoeften van de weefsels te voldoen.
Onder normale omstandigheden bestaat er een evenwicht tussen de hoeveelheid bloed dat het hart uitpompt (hartminuutvolume) en de behoefte van de weefsels aan zuurstof en voedingsstoffen. Bij veranderende behoefte van de weefsels wordt het hartminuutvolume daaraan aangepast. De weefsels regelen daarnaast zelf hun optimale doorbloeding door hun bloedvaten dicht te knijpen of juist open te zetten.

## Symptomen
Het is relevant onderscheid te maken tussen linkszijdig hartfalen en rechtszijdig hartfalen. Linkszijdig hartfalen komt veel vaker voor. Cruciaal in de benadering van linkszijdig hartfalen is het onderscheid tussen acuut en chronisch hartfalen.
Bij chronisch hartfalen resulteert het falen van het hart in onvoldoende circulatie van bloed door het lichaam, dit leidt initieel onder meer tot kortademigheid bij inspanning. Daarnaast zal door activatie van het renine-angiotensine-aldosteronsysteem retentie van water en zout optreden, wat initieel resulteert in een toegenomen circulerend volume en later tot het ontstaan van perifeer oedeem, ascites, pleuravocht, hepatomegalie en splenomegalie.
Bij het acuut ontstaan van hartfalen, bijvoorbeeld door een hartaanval of een ernstige mitralisinsufficiëntie ten gevolge van een chordaruptuur, ontstaat vrij plotseling verhoogde druk in de linkerhartkamer wat resulteert in verhoogde drukken van het longvaatbed, wat weer kan leiden tot longoedeem en daardoor tot kortademigheid in rust en bij platliggen, dat laatste heet orthopneu. Doorgaans vloeit acuut hartfalen voort uit een langzame ontsporing van chronisch hartfalen, maar dat is niet altijd het geval.
Als het hartfalen heel acuut verloopt en gepaard gaat met ernstige ademnood wordt ook wel gesproken over een "asthma cardiale", al is die term in de moderne literatuur achterhaald.
Bij rechtszijdig hartfalen, bijvoorbeeld door pulmonale hypertensie of een verminderde knijpkracht van de rechterhartkamer ontstaat geen longoedeem, maar wel vermoeidheid, kortademigheid bij inspanning, perifeer oedeem, ascites, hepatomegalie en splenomegalie.

## Oorzaken
Hartfalen heeft veel verschillende oorzaken.
- Systolisch hartfalen, oftewel een verminderde knijpkracht van de linkerhartkamer of beide hartkamers, veroorzaakt door:
  - een hartinfarct. Als gevolg van een hartinfarct is een gedeelte van de hartspier afgestorven en verlittekend en daardoor is een deel van de pompfunctie verloren gegaan.
  - stofwisselingsziekten waardoor uiteenlopende lichaamsstoffen in de spier opstapelen en uiteindelijk de spierfunctie nadelig beïnvloeden. b.v. ijzerstapeling (hemochromatose).
  - een infectie van de hartspier (myocarditis), doorgaans door virussen.
  - toxisch: alcohol, en bepaalde medicijnen tegen kanker beschadigen de hartspier.
  - metabool: gebrek aan bepaalde vitamines leidt tot hartfalen, zoals bij 'natte beriberi' en het hervoedingssyndroom.
  - bepaalde vormen van cardiomyopathieën, bijvoorbeeld een dilaterende cardiomyopathie of een aritmogene cardiomyopathie.
- Diastolisch hartfalen, ofwel een stoornis in de relaxatie van het hart waardoor tijdens de vullingsfase maar weinig bloed de linkerkamer in kan stromen. Het mechanisme hiervan is niet helemaal bekend, maar de volgende factoren spelen een rol:
  - veroudering
  - langdurig bestaande hypertensie.
  - bepaalde vormen van cardiomyopathieën, bijvoorbeeld een hypertrofische cardiomyopathie.
- Hartklepgebreken - Klepgebreken worden veroorzaakt door een infectie, door degeneratie of zijn aangeboren.
  - een lekkende hartklep (klepinsufficiëntie) waardoor (een deel van) het bloed weer terugstroomt en weer dezelfde weg moet afleggen. Bijvoorbeeld een mitralisinsufficiëntie of een aorta-insufficiëntie.
  - een vernauwde hartklep, bijvoorbeeld een aortastenose.
- Hartritmestoornissen.
  - Soms wordt hartfalen veroorzaakt door lang aanhoudende hartritmestoornissen, waarbij door een lang aanhoudende versnelde hartslag het hart minder goed in staat is om bloed rond te pompen.
- Restrictieve cardiomyopathieën, eerder genoemde stapelingsziekten kunnen naast een verminderde knijpkracht ook een relaxatiestoornis geven.
- Pericardziekten. Dit zijn ziekten van het hartzakje dat het hart grotendeels omhult. Ziekten van het hartzakje kunnen resulteren in een instroombelemmering van het hart. Het hart heeft dan te weinig ruimte om volledig te ontplooien, waardoor onvoldoende bloed het hart instroomt. Oorzaken zijn:
  - een pericarditis exsudativa. Dit is een ontsteking van het hartzakje waardoor toename van vocht ontstaat in het hartzakje. Dit kan veroorzaakt worden door virussen, bacteriën, metabole oorzaken, medicamenteus, etc., en ook door kanker. In dat laatste geval spreekt men van pericarditis carcinomatosa.
  - een pantserhart ofwel een pericarditis constrictiva. Hierbij wordt het pericard stug en hard. Dit kan infectieus zijn (door bijvoorbeeld tuberculose), maar ook (zelden) ontstaan na een openhartoperatie.
  - een trauma of na een operatie, waardoor er bloed ophoopt in het hartzakje.

Overigens is in een deel van de gevallen de oorzaak van het hartfalen onbekend.

## Diagnose
Hartfalen is niet één ziekte maar een syndroom dat voortvloeit uit een hartziekte. Bij een combinatie van symptomen kan de arts met behulp van verschillende technieken de ernst en oorzaak vaststellen.
- ECG
- Röntgenfoto van de borstkas (thoraxfoto)
- Bloedonderzoek (NT-proBNP-bepaling)
- Echocardiografie.

Hartfalen kan op grond van de klachten onderverdeeld worden volgens de NYHA-classificatie, dit staat voor New York Heart Association. De NYHA-classificatie bestaat uit vier klassen.
- Klasse I: kortademigheid alleen bij flinke inspanning, geen symptomen tijdens normale activiteiten.
- Klasse II: kortademigheid treedt op bij matige inspanning.
- Klasse III: kortademigheid treedt al op bij geringe inspanning.
- Klasse IV: kortademigheid in rust.

## Behandeling
De behandeling van hartfalen is in eerste instantie gericht op het achterhalen en behandelen van de onderliggende oorzaak. Oorzaken kunnen bijvoorbeeld ernstig coronairlijden zijn, een kleplekkage of een klepvernauwing.
Als sprake is van een verminderde spierkracht van het hart, bestaat de medicamenteuze behandeling uit de volgende medicijnen:
- Bètablokkers: bisoprolol, carvedilol en metoprolol, verlagen de hartfrequentie, en zijn de enige bètablokkers waarvan een gunstig effect op lange termijn is aangetoond.
- ACE-remmers en ARB's: Doorbreken de compensatiemechanismen die het hartfalen verergeren. ACE-remmers en ARBs zijn globaal even effectief. Voor ARBs geldt dat zij als alternatief kunnen dienen voor mensen die ACE-remmers slecht verdragen.
- Aldosteronantagonisten zoals spironolacton en eplerenon.
- Angiotensine Receptor-Neprilysin Inhibitors (ARNI), momenteel verkrijgbaar onder de merknaam Entresto, dit is een combinatiepreparaat met de angiotensine receptor blokker valsartan en de neprilysineremmer sacubitril.
- Indien nodig wordt ook een diureticum (vochtafdrijver) toegevoegd: diuretica stimuleren de vocht- en zoutafdrijving door de nieren waardoor het circulerend volume daalt, de veneuze druk afneemt en als gevolg daarvan oedeem vermindert.
- Digoxine. Dit middel verbetert de contractiekracht van het hart een beetje (positief inotroop effect).[2] Het gebruik van digoxine voor de behandeling van hartfalen is geen standaardbehandeling.[3]

Indien ondanks optimale medicatie nog steeds sprake is van hartfalen in klasse II of III van de NYHA classificatie, kan een biventriculaire ICD worden overwogen.

### Leefstijl

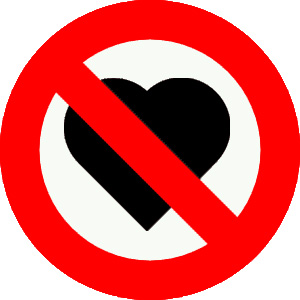
Symbool bij pretparkattracties: verboden voor hartpatiënten. Dit is belangrijk voor hartfalenpatiënten.

Hartfalen brengt veel veranderingen mee in het dagelijks leven, waaronder inspannende activiteiten en de voedings- en vochthuishouding. Aangezien een hartfalenpatiënt het vocht in het lichaam slecht kan 'verwerken', krijgt de patiënt meestal een vochtbeperking opgelegd. Dit betekent dat de patiënt niet meer dan een bepaald aantal liter vocht per dag mag binnenkrijgen. Ook zal een natriumbeperktdieet aangeraden worden, omdat natrium (zout) vocht vasthoudt.
Omdat het hart slechter functioneert, kan het minder goed bloed door het lichaam rondpompen. Hierdoor heeft de patiënt minder energie, waardoor bijvoorbeeld een verdieping traplopen al vermoeiend kan zijn. Hulpmiddelen zoals een rolstoel of scootmobiel zullen dan ook snel aangeraden worden. Dit kan voor een hartfalenpatiënt veel impact hebben, vooral als vóór het hartfalen de zorgvrager bijvoorbeeld aan hardlopen deed.
Personen met hartfalen zullen er op kermissen, in attractieparken, zwembaden en in bepaalde musea rekening mee moeten houden dat ze tot enkele attracties, waarbij in bepaalde mate g-krachten aanwezig zijn, geen toegang krijgen. In bijvoorbeeld een achtbaan krijgt het lichaam veel g-krachten te verwerken. Hierdoor wordt het bloed verschillende kanten in het lichaam 'opgeduwd'. Een hart met hartfalen kan zich hieraan niet aanpassen, omdat het niet krachtig genoeg kan pompen. In het ergste geval kan dit een hartstilstand veroorzaken. Het symbool op de afbeelding rechts is dan ook erg belangrijk voor hartfalenpatiënten.

## Prognose
Hartfalen is een chronische aandoening, en de vooruitzichten zijn op langere termijn meestal vrij slecht. Als de oorzaak niet kan worden behandeld (bijvoorbeeld door vervanging van een hartklep) is de levensverwachting statistisch gezien maar enkele jaren - slechter dan bij de meeste vormen van kanker. De behandeling met geneesmiddelen leidt tot een vermindering van klachten en een vertraging van de progressie van de ziekte, maar kan de patiënt nooit meer helemaal genezen. Wanneer bij iemand hartfalen is geconstateerd wordt er naast medicamenteuze therapie aangeraden om zo gezond mogelijk te leven door bijvoorbeeld te stoppen met roken. De dood treedt soms in door geleidelijke verslechtering van het hartfalen tot op het punt dat deze onbehandelbaar wordt, soms ook plotseling door een fatale hartritmestoornis.